# Haiok, Oleksandria
Haiok (în ucraineană Гайок) este un sat în comuna Izmailivka din raionul Oleksandria, regiunea Kirovohrad, Ucraina.

## Demografie
Componența lingvistică a localității Haiok
     Ucraineană (93,33%)
     Rusă (6,67%)
Conform recensământului din 2001, majoritatea populației localității Haiok era vorbitoare de ucraineană (93,33%), existând în minoritate și vorbitori de rusă (6,67%).